# Jacob Sperling
Jacob Sperling, född 1662, död 12 januari 1709 i Zenckowa, var en svensk greve och militär.
Jacob Sperling var son till greve Göran Sperling och friherrinnan Ingeborg Lilliehöök. Han blev fänrik vid garnisonsregementet i Narva 1689, fänrik vid Livgardet 1691, sekundlöjtnant där 1693, grenadjärkapten 1696 och deltog som kavaljer på ambassaden till England, som återlämnade den av Karl XI burna strumpebandsorden 1697. Sperling blev grenadjärmajor vid Livgardet 1701 och var 1706–1709 chef för Östgöta infanteriregemente. Han deltog i slaget vid Narva, övergången av Düna, slaget vid Kliszów samt belägringen av Thorn, där han vid stadens fall tog kontroll över stadens portar och serverade de sachsiska officerarna som fanns i staden med mat från Karl XII:s bord. Han avled av skador han ådragit sig vid stormningen av Vepryk.